# Eleganter Paradies-Fadenfisch
Der Elegante Paradies-Fadenfisch (Polynemus multifilis) ist ein Fadenflosser, der in einigen Flüssen Südostasiens vorkommt. Er ist durch 13 bis 14 fadenförmige freie Brustflossenstrahlen, von denen das vorletzte Paar bis zu vier Mal die Körperlänge erreichen kann, von anderen Arten der Gattung Polynemus zu unterscheiden.

## Merkmale
Die Besonderheit der Familie Polynemidae (Fadenflosser, in Brehms Tierleben „Fädler“ genannt) besteht darin, dass ein zum Gesichtsnerven (Nervus facialis, zuständig u. a. für die Geschmacksempfindung) gehöriger Nervenast, der nach seinem Entdecker (1817) benannte Nervus Weberi, der sich bei Fischen auch sonst auf Rumpfhaut und Flossen verteilen kann, bei dieser Familie die Brustflossen zum Teil zu Schmeck-Organen werden lässt (vgl. Bauchflossen der Osphronemidae, die ja z. T. auch „Fadenfische“ genannt werden, Rückenflosse bei Gaidropsarus aus der Familie Gadidae). Hingegen sind die unteren Brustflossenstrahlen der Triglidae, die als „Finger“ zum Herumlaufen und -tasten dienen, nicht so adaptiert. Bei Polynemus multifilis ist sogar die Mehrheit der Brustflossenstrahlen davon betroffen.
Flossenformel: D1 VIII, D2 I/14-16, A III/11-13, P 9 und 13-14 freie Strahlen (der vorletzte ist meist der längste – von bis zu viermal Körperlänge; die unteren sind viel kürzer). V I/5, C 22-23.- 25 Wirbel, davon 15 caudale. 83-99 (meist 86) Seitenlinien-Schuppen. Die Schwanzflosse ist groß – sie muss ja den Wasserwiderstand der Faden-Schleppe überwinden. Der Körper ist seitlich abgeflacht. Der freie Rand des Vorkiemendeckels ist leicht gezähnt. Die Färbung ist schlicht silbrig, die Maximalgröße beträgt 28 cm.
Polynemus multifilis unterscheidet sich von dem verwandten Polynemus kapuasensis, 2003 von Motomura und van Oijen aus dem Kapuas-Flusssystem in der Provinz Kalimantan Barat auf Borneo beschrieben, da letzterer 15 oder 16 freie Brustflossenstrahlen aufweist. Alle anderen Polynemus-Arten haben nur 7 freie Brustflossenstrahlen.

## Verbreitung
Dieser Fisch lebt im Mündungsgebiet des Mae Nam Chao Phraya (Thailand) und anderer in der Nähe mündender Flüsse, in die er auch aufsteigt – er ist überwiegend Süßwasserbewohner, lebt aber auch im Brackwasser. Wo er sich fortpflanzt, ist unklar. Wahrscheinlich liegen seine Laichgebiete im Pelagial des Meeres. Da er auch von weit auseinander liegenden Flusssystemen in Sumatra und in Südborneo bekannt ist, ist sein Verbreitungsgebiet möglicherweise viel größer als heute belegt ist.

## Verhalten
Der Fisch schwimmt langsam im trüben Wasser über den Grund hin und spürt mit den nachschleppenden, haarartig lang ausgezogenen Schmeckstrahlen, die er aber zuvor weit nach vorne werfen kann, im Sediment (Sand bis Schlamm) Organismen auf, die er dann mit dem unterständigen Maul aufschnappt. Noch „besser“ ginge das, wenn die „Fühler“ weiter vorn wären – etwa am Unterkiefer (wie z. B. bei den vielleicht verwandten Mullidae und den Sciaenidae) oder wenigstens vorn am Hyoid (wie bei den primitiveren Polymixiidae).
Polynemus multifilis ernährt sich von kleinen Fischen, Krebstieren und anderen benthisch lebenden Organismen.

## Nutzung
Polynemus multifilis ist wie die anderen Fadenflosser von erheblicher Bedeutung für die Fischereiwirtschaft an den Flüssen, in denen er vorkommt. Von den lokalen Fischern wird jedoch keine detaillierte Fangstatistik einzelner Arten geführt, und daher ist die von der FAO im Jahr 2001 bekannt gegebene Zahl von 93.000 Tonnen für alle Arten der Polynemidae zusammen wahrscheinlich stark unterschätzt.
Wegen seines eigenartigen Aussehens und der „eleganten“ Bewegungen des Schleppenwurfs wird der Elegante Paradies-Fadenfisch nach Netz-Fang nicht nur verspeist, sondern auch, besonders nach Japan, als Dekorfisch exportiert.